# Roc del Quir (Meranges)
Roc del Quir és una obra de Meranges (Baixa Cerdanya) inclosa a l'Inventari del Patrimoni Arquitectònic de Catalunya.

## Descripció
Roc clavat al terra a forma d'antic menhir. Es tracta d'una fita que assenyalava els límits d'una àrea, molt probablement relacionada amb els límits d'usos ramaders comunals. La mateixa toponímia de l'àrea (Pleta de Cadell), i els seus usos històrics com a zona de pastura, semblen apuntar en aquesta línia. La pedra de tres cares, conserva una creu gravada a la part inferior d'una d'elles.